# 藤江史帆
藤江 史帆（ふじえ しほ、1996年7月17日 - ）は、日本の元AV女優。NAXプロモーション所属。

## 略歴
2018年4月、プレステージの専属女優としてAVデビュー。
2019年9月、引退。

## 人物
大阪府出身。
趣味はお酒を飲むこと、特技はサックス。
初オナニーは小学5年の時。初体験は19歳の時で、デビュー前の経験人数は5人。自宅のベランダでセックスしたことがある。
大阪でOLをしていたが日常が退屈だったことからAV女優募集の広告を見て自ら応募した。

## 出演作品

### アダルトDVD
2018年
- 新人 プレステージ専属デビュー（4月27日、プレステージ）
- 新・絶対的美少女、お貸しします。 ACT.81（5月25日、プレステージ）
- 天然成分由来 藤江史帆 汁 120% 51（6月22日、プレステージ）
- 藤江史帆の極上筆おろし 22（7月27日、プレステージ）
- 絶対的鉄板シチュエーション 11（8月24日、プレステージ）
- 女子マネージャーは、僕達の性処理ペット。 033（9月28日、プレステージ）
- 神乳 Ecupを味わい尽くす 性感覚醒3本番（10月26日、プレステージ）
- スポコス汗だくSEX4本番! act.19 体育会系・藤江史帆（11月23日、プレステージ）
- なまなかだし 28（12月28日、プレステージ）

2019年
- 絶対的下から目線 おもてなし庵 14 清純小町 藤江史帆（1月25日、プレステージ）
- 人生初・トランス状態 激イキ絶頂セックス 50（2月22日、プレステージ）
- 働く痴女系お姉さん vol.09（3月22日、プレステージ）
- 藤江史帆 8時間 BEST PRESTIGE PREMIUM TREASURE vol.01（4月12日、プレステージ）※ベスト版
- 彼女のお姉さんは、誘惑ヤリたがり娘。 20（4月26日、プレステージ）
- 美少女と、貸し切り温泉と、濃密性交と。 08（5月24日、プレステージ）
- 本番オーケー!? 噂の裏ピンサロ 10（6月28日、プレステージ）
- 超♥透け透けスケベ学園 CLASS 03 青春は透き通る位じゃなきゃダメなんだ!（7月26日、プレステージ）
- ひたすら生でハメまくる、終らない中出し性交（8月23日、プレステージ）
- 藤江史帆 引退（9月27日、プレステージ）

### VR
- 「気持ちイイ顔いっぱい見せて♥」 ハニカミ天使・藤江史帆の100%全力ご奉仕セックス!（2018年11月23日、プレステージ）
- 「あなたの好きに犯してイイよ♥」 ドMな恋人・藤江史帆と秘密の社内恋愛セックス!（2018年12月21日、プレステージ）

### イメージDVD
- Shiho Spiritual actress（2019年2月7日、REbecca）
- Silky Nude 裸のキミが愛しくて（2019年6月28日、Precious Beauty）

## 雑誌
- FLASH 2019年2月26日号（光文社） - 袋とじ「私はコレで…会社を辞めました」